# Fitzpatrick (Alabama)
Fitzpatrick – jednostka osadnicza w Stanach Zjednoczonych, w stanie Alabama, w hrabstwie Bullock.